# Влада Душана Симовића
Влада Душана Симовића је била влада Краљевине Југославије која је формирана од 27. марта 1941. након војног пуча у коме је смењен председник дотадашње владе Драгиша Цветковић. Током Априлског рата члан владе Фран Куловец је погинуо током бомбардовања Београда, Џафер Куленовић је постао потпредседник НДХ док су Влатко Мачек, Иван Андрес, Бариша Смољан и Јосип Торбар поднели оставке. Остатак чланова владе је емигрирао из земље и влада је наставила деловање у егзилу до 11. јануара 1942.

## Историја
Влада је по доласку на власт на спољно политичком плану остала верна принципу поштовања заједничких међудржавних уговора па тако и Тројном пакту док је са Совјетским Савезом закључила уговор о пријатељству и ненападању. Упркос тога и без објаве рата уследио је немачки напад на Југославију започет бомбардовањем Београда 6. априла.

### Априлски рат
Дана 15. априла са никшићког аеродрома влада заједно са краљем напустила земљу, одлетевши за Грчку.

### Ван отаџбине
Затим влада одлази из Грчке и преко Египта одлази за Јерусалим.
На седници владе од 16. маја у Тантури код Јерусалима одлучено је да део владе иде у Лондон док су остали чланови били предвиђени за мисију у Канади (Миша Трифуновић, генерал Илић, Бранко Чубриловић) и САД (Богољуб Јевтић, Франц Сној, Сава Косановић, Божидар Марковић и бан Иван Шубашић) са задатком да међу југословенским исељеницима врше пропаганду и уједно припремају војну силу за ослобођење земље.
Доласком Владе Душана Симовића у Лондон започели су сукоби у влади посебно потенцирани покољима усташа над Србима у Независној држави Хрватској, што је на крају резултирало колективном оставком свих министара у Влади упућеном краљу 9. јануара 1942. године. У њој се као разлог наводи да Душан Симовић, председник владе, није успевао управљати пословима и координирати активностима група и појединаца у концентрационој влади. Мандат за састав нове владе краљ је поверио Слободану Јовановићу.

## Чланови владе
| Функција                                       | Слика            | Име и презиме      | Детаљи                         | Странка                                |
| ---------------------------------------------- | ---------------- | ------------------ | ------------------------------ | -------------------------------------- |
| Председник Владе                               |                  | Душан Т. Симовић   |                                | Војно лице (Нестраначки политичар)     |
| Потпредседник Владе                            |                  | Влатко Мачек       | званично разрешен 17. 4. 1941. | Хрватска сељачка странка               |
| Потпредседник Владе                            |                  | Слободан Јовановић |                                | Нестраначки политичар                  |
| Министар иностраних послова                    |                  | Момчило Нинчић     |                                | Народна радикална странка              |
| Министар војске и морнарице                    |                  | Богољуб Илић       |                                | Војно лице (Нестраначки политичар)     |
| Министар унутрашњих послова                    |                  | Срђан Будисављевић |                                | Самостална демократска странка         |
| Министар правде                                |                  | Божидар Марковић   |                                | Демократска странка                    |
| Министар просвете                              |                  | Милош Трифуновић   |                                | Народна радикална странка              |
| Министар финансија                             |                  | Јурај Шутеј        |                                | Хрватска сељачка странка               |
| Министар саобраћаја                            |                  | Богољуб Јевтић     |                                | Југословенска национална странка       |
| Министар грађевина                             |                  | Фран Куловец       | до 6. 4. 1941. †               | Словеначка народна странка             |
| Министар грађевина                             |                  | Миха Крек          | од 10. 4. 1941.                | Словеначка народна странка             |
| Министар социјалне политике и народног здравља |                  | Милан Грол         |                                | Демократска странка                    |
| Министар шума и рудника                        |                  | Џафер Куленовић    | званично разрешен 17. 4. 1941. | Југословенска муслиманска организација |
| Министар трговине и индустрије                 |                  | Иван Андрес        | до 10. 4. 1941.                | Хрватска сељачка странка               |
| Министар трговине и индустрије                 |                  | Бариша Смољан      | званично разрешен 17. 4. 1941. | Хрватска сељачка странка               |
| Министар пошта, телеграфа и телефона           |                  | Јосип Торбар       | званично разрешен 17. 4. 1941. | Хрватска сељачка странка               |
| Министар пољопривреде                          |                  | Бранко Чубриловић  |                                | Земљорадничка странка                  |
| Министар физичког васпитања народа             |                  | Богољуб Илић       | заступник                      | Војно лице (Нестраначки политичар)     |
| Министар снабдевања и исхране                  |                  | Сава Косановић     |                                | Самостална демократска странка         |
| Министри без портфеља                          |                  |                    |                                |                                        |
| Министар без портфеља                          |                  | Миха Крек          | до 10. 4. 1941.                | Словеначка народна странка             |
| Министар без портфеља                          |                  | Бариша Смољан      | до 10. 4. 1941.                | Хрватска сељачка странка               |
| Министар без портфеља                          |                  | Јован Бањанин      |                                | Југословенска национална странка       |
| Министар без портфеља                          |                  | Марко Даковић      | до 16. 4. 1941. †              | Нестраначки политичар                  |
| Министар без портфеља                          | Милан Гавриловић | Милан Гавриловић   |                                | Земљорадничка странка                  |
| Министар без портфеља                          |                  | Франц Сној         | од 10. 4. 1941.                | Словеначка народна странка             |
| Министар без портфеља                          |                  | Јурај Крњевић      | од 10. 4. 1941.                | Хрватска сељачка странка               |

Дана 21. августа 1941. извршена је реконструкција владе Душана Симовића која није донела битније измене у персоналном саставу осим што су министри били задужени за два па и више ресора државне управе. 21. августа 1941. формирано је Министарство ваздухопловства и морнарице, док Министарство војске и морнарице је продужило да делује као Министарство војске, и укинуто је Министарство за физичко васпитање народа, а његови послови пренесени на Министарство војске.
| Функција                                                                             | Слика            | Име и презиме      | Детаљи    |
| ------------------------------------------------------------------------------------ | ---------------- | ------------------ | --------- |
| Председник Владе, Министар унутрашњих послова и Министар ваздухопловства и морнарице |                  | Душан Т. Симовић   |           |
| Потпредседник Владе и Министар пошта, телеграфа и телефона                           |                  | Јурај Крњевић      |           |
| Потпредседник Владе и Министар правде                                                |                  | Слободан Јовановић |           |
| Потпредседник Владе и Министар грађевина                                             |                  | Миха Крек          |           |
| Министар иностраних послова                                                          |                  | Момчило Нинчић     |           |
| Министар војске                                                                      |                  | Богољуб Илић       |           |
| Министар војске                                                                      |                  | Душан Т. Симовић   | заступник |
| Министар просвете                                                                    |                  | Милош Трифуновић   |           |
| Министар просвете                                                                    |                  | Слободан Јовановић | заступник |
| Министар финансија                                                                   |                  | Јурај Шутеј        |           |
| Министар саобраћаја                                                                  |                  | Милан Грол         |           |
| Министар социјалне политике и народног здравља                                       |                  | Срђан Будисављевић |           |
| Министар пољопривреде и Министар снабдевања и исхране                                |                  | Бранко Чубриловић  |           |
| Министар шума и рудника                                                              |                  | Јован Бањанин      |           |
| Министар трговине и индустрије                                                       |                  | Јурај Шутеј        | заступник |
| Министри без портфеља                                                                |                  |                    |           |
| Министар без портфеља                                                                |                  | Богољуб Јевтић     |           |
| Министар без портфеља                                                                | Милан Гавриловић | Милан Гавриловић   |           |
| Министар без портфеља                                                                |                  | Сава Косановић     |           |
| Министар без портфеља                                                                |                  | Божидар Марковић   |           |
| Министар без портфеља                                                                |                  | Франц Сној         |           |